# Ahuas
Ahuas (en miskito: Awas) es un municipio del departamento de Gracias a Dios en la República de Honduras.

## Límites
| Orientación | Límite                                      |
| ----------- | ------------------------------------------- |
| Norte       | Mar Caribe                                  |
| Sur         | Municipio de Puerto Lempira, Gracias a Dios |
| Este        | Municipio de Puerto Lempira, Gracias a Dios |
| Oeste       | Municipio de Brus Laguna, Gracias a Dios    |
| Oeste       | Municipio de Wampusirpi, Gracias a Dios     |

La municipalidad está servida por el Aeropuerto de Ahuas.

## División Política
Aldeas: 6 (2013)
Caseríos: 23 (2013)
| Código | Aldea        |
| ------ | ------------ |
| 090401 | Ahuas (Awas) |
| 090402 | Kropunta     |
| 090403 | Paptalaya    |
| 090404 | Waksma       |
| 090405 | Warunta      |
| 090406 | Wawina       |
|        | Usupumpura   |